# Fanny Blankers-Koen
Fanny Blankers-Koen, nizozemska atletinja, * 26. april 1918, † 25. januar 2004.
Leta 2012 je bil sprejeta v novoustanovljeni Mednarodni atletski hram slavnih, kot eden izmed prvih štiriindvajsetih atletov.